# Synagoga w Starym Dzikowie
Synagoga w Starym Dzikowie – synagoga znajdująca się w Starym Dzikowie przy ulicy Cieszanowskiej 17.

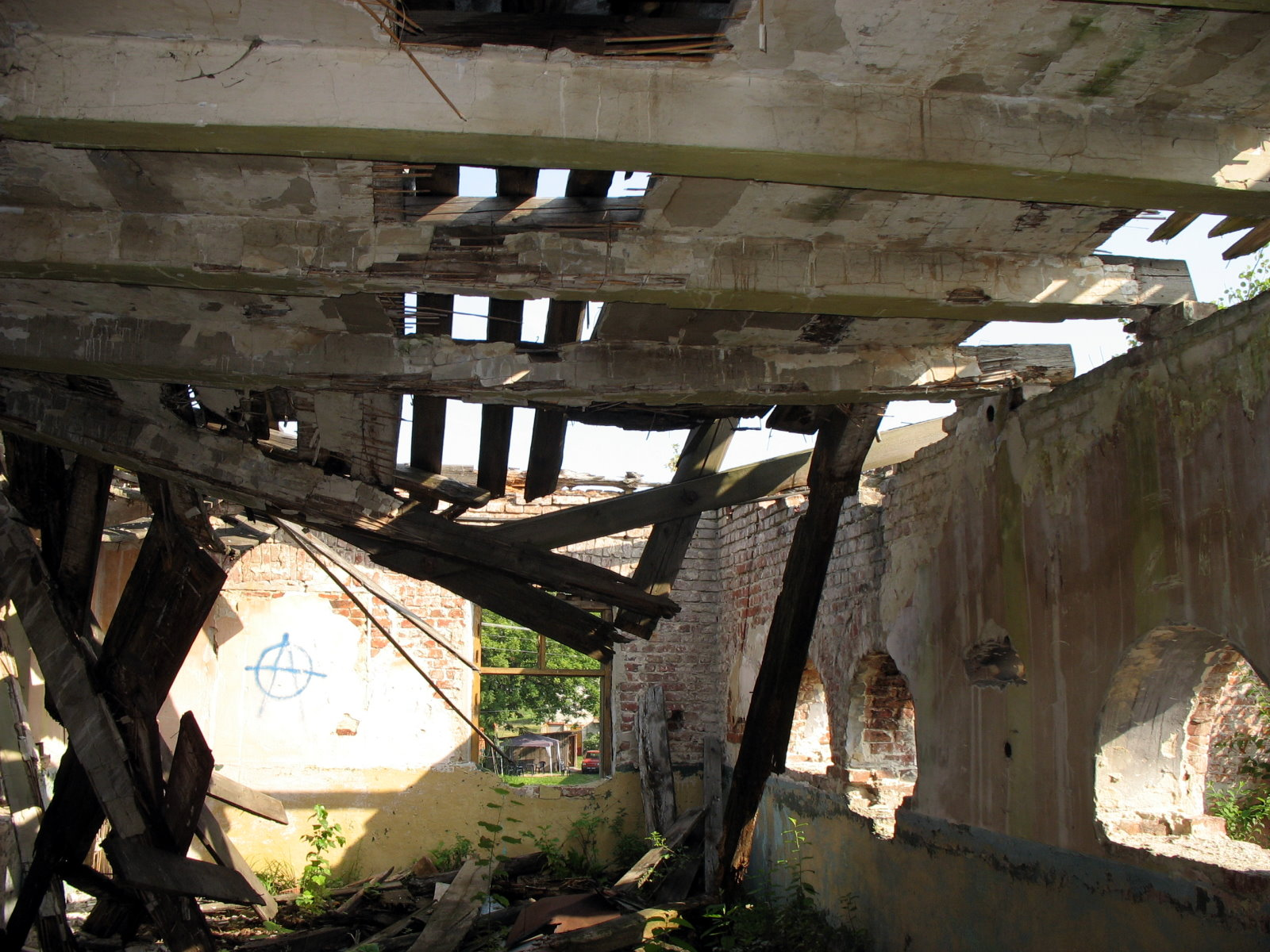
Wnętrze

Synagoga została zbudowana na przełomie XIX i XX wieku. Podczas II wojny światowej hitlerowcy zdewastowali synagogę. Po zakończeniu wojny budynek synagogi służył jako dom kultury, po 1960 przebudowano go na kino, a od połowy lat 90. stoi opuszczony w stanie ruiny.
Murowany z cegły i orientowany budynek synagogi został wzniesiony na planie prostokąta. Obecnie tylko częściowo zachował się wystrój zewnętrzny, w postaci zachowanych obrysów, obecnie zamurowanych wysokich, półokrągle zakończonych okien oraz okulusa na ścianie wschodniej. W miejscu Aron ha-kodesz przebito drzwi. Budynek jest nieotynkowany.